# Manuhangi
Manuhangi également appelé Te Fara, est un atoll situé dans l'archipel des Tuamotu en Polynésie française.

## Géographie
Manuhangi est situé à 68 km au sud-est de Nengonengo, à 52 km à l'ouest de Paraoa, et à 845 km à l'est de Tahiti. C'est un petit atoll ovale de 5,4 km de longueur et 3,6 km de largeur maximales pour 1 km2 de terres émergées avec un lagon d'une superficie de 7 km2 dépourvu de passe. Manuhangi est administrativement rattaché à la commune de Hao située à 98 km au nord-est.
D'un point de vue géologique, l'atoll est l'excroissance corallienne (de 260 mètres) du sommet du mont volcanique sous-marin homonyme, qui mesure 3 950 mètres depuis le plancher océanique — l'un des plus élevés de la trainée des Tuamotu —, formé il y a environ 44,8 à 46,2 millions d'années.
L'atoll possède quelques infrastructures (bâtiments et citernes d'eau) afin de pourvoir au besoin de la pêche et de la culture des perles noires pratiquées dans ses eaux, mais il n'est pas habité de manière permanente.

## Histoire
La première mention de l'atoll par un Européen a été faite par le marin anglais Samuel Wallis qui l'aborde le 12 juin 1767, et le nomme Cumberland Island. Il est visité le 26 février 1826 par le navigateur britannique Frederick Beechey.
Au milieu du XIXe siècle, l'atoll devient un territoire français. Manuhangi a été dévasté par un ouragan en 1906 qui décapa sa végétation.